# The National (Abu Dhabi)
The National es un diario privado en inglés publicado en Abu Dhabi, Emiratos Árabes Unidos. Fundado en 2008, es propiedad de International Media Investments (IMI).

## Historia
The National fue publicado por primera vez el 17 de abril de 2008 como propiedad de Abu Dhabi Media, una compañía mediática propiedad del gobierno. En 2016, The National fue adquirida por International Media Investments, una subsidiaria de Abu Dhabi Media Investment Corporation, una compañía de inversión privada.
Con su promesa de emular los estándares de los periódicos occidentales y de "ayudar a la sociedad a evolucionar", The National afirma ser una anomalía en el Medio Oriente, donde la mayoría de los medios de comunicación están estrechamente controlados por el gobierno. Antes de que The National pasara a ser de propiedad privada, hubo varias renuncias de alto nivel en todo el equipo editorial con respecto a la calidad de los reportajes y la impotencia del periódico al cubrir historias sobre Abu Dhabi. Sin embargo, un objetivo importante al fundar el periódico era tener el respeto de la comunidad internacional por parte del gobierno.
Según datos de 2008, la circulación del periódico era de 60.000 ejemplares.

## Contenido
El periódico está organizado en cinco secciones diarias (Noticias, Negocios, Opinión, Arte y estilo de vida y Deportes) y una edición de fin de semana que sale todos los viernes. Cubre noticias locales e internacionales, negocios, deportes, arte y vida, viajes y automovilismo. Además, The National publica 2 revistas: Ultratravel (trimestral) y Luxury (mensual). El grupo objetivo del periódico se puede describir como mayores de 25 años, educados, con altos ingresos económicos, extrovertidos, líderes empresariales, tomadores de decisiones e influyentes clave.

## Controversias
En un artículo de 2012 en la revista American Journalism Review, el exeditor de la oficina extranjera Tom O'Hara sostenía que la cobertura estaba sesgada para favorecer la agenda del gobierno de los Emiratos Árabes Unidos. Dijo que el periódico tenía un "proceso de censura meticuloso" que influyó directamente en la cobertura y el uso de la palabra en el periódico, como prohibir el uso del término "Golfo Pérsico". Dijo que el periódico se dedicaba a la autocensura, suprimiendo la cobertura de temas que se consideraba que arrojaban una luz desfavorable a la familia real de Abu Dhabi. Dijo que, entre otras cosas, se suprimió la cobertura del levantamiento libio, al igual que los artículos sobre WikiLeaks y los derechos de los homosexuales.